# Ахтерек
Ахтере́к (каз. Ақтерек) — село в Володарском районе Астраханской области России. Входит в состав Сизобугорcкого сельсовета. Население 276 человек (2010), 98,9 % из них — казахи.

## История
Село было основано в 1905 году. Его название происходит от словосочетания ақ терек, что переводится с казахского языка как «белое дерево». По местной легенде, в конце села стояло большое старое дерево белого цвета, у которого сельчане делали садака.

## География
Ахтерек расположено в юго-восточной части Астраханской области, в дельте реки Волги и находится на острове, образованным реками Сухой Рычан и Долгая и ериком Яблонка. Уличная сеть состоит из двух географических объектов: ул. Набережная и ул. Солнечная.
Абсолютная высота 25 метров ниже уровня моря
.
Климат
умеренный, резко континентальный, характеризуется высокими температурами летом и низкими — зимой, малым количеством осадков, а также большими годовыми и летними суточными амплитудами температуры воздуха.

## Население
| 2002 | 2010 |
| ---- | ---- |
| 314  | ↘276 |

Национальный и гендерный состав
По данным Всероссийской переписи, в 2010 году численность населения составляла 276 человек (137 (в опубликованных данных опечатка — 13) мужчин и 139 женщин, 49,6 и 50,4 %% соответственно).
Согласно результатам переписи 2002 года, в национальной структуре населения казахи составляли 98 % от 315 жителей.
| Национальность | Численность (2010) | Процент |
| -------------- | ------------------ | ------- |
| Казахи         | 273                | 98,9%   |
| Русские        | 3                  | 1,1%    |
| Всего          | 276                | 100%    |

## Инфраструктура
Ахтерек был газифицирован в 2015 году. В селе действуют молочно-товарная ферма, фельдшерско-акушерский пункт.

### Транспорт
В полутора километрах от Ахетерека проходит трасса Астрахань — Зеленга (идентификационный номер 12 ОП РЗ 12Н 041), соединённая с селом подъездной дорогой, у поворота на которую останавливаются маршрутные такси, следующие из областного центра в Сизый Бугор и Тумак и обратно. Прямого сообщения с районным центром Володарским нет.